# الانتخابات في لبنان
يبلغ عدد أعضاء مجلس النواب حالياً 128 عضواً وتتم إعادة انتخابهم كل أربعة سنوات وقد نصّت المادة 24 (المعدلة بالقانون الدستوري الصادر في 17/10/1927 وبالقرار129 تاريخ 18/3/1943 و بالقانون الدستوري الصادر في 21/1/1947 وبالقانون الدستوري الصادر في 21/9/1990)
يتألف مجلس النواب من نواب منتخبين يكون عددهم وكيفية انتخابهم وفاقاً لقوانين الانتخاب المرعية الاجراء. وإلى أن يضع مجلس النواب قانون انتخاب خارج القيد الطائفي، توزع المقاعد النيابية وفقاً للقواعد الآتية:
1. بالتساوي بين المسيحيين والمسلمين.
2. نسبياً بين طوائف كل من الفئتين.
3. نسبياً بين المناطق.

وتطبيقاً للتساوي بين المسيحيين والمسلمين، وفقاً لوثيقة الوفاق الوطني. ويحدد قانون الانتخاب دقائق تطبيق هذه المادة.

## تقسيم المقاعد حسب الطوائف
- للمسيحيين 64 مقعد موزعة على الطوائف كالتالي

| الطائفة       | عدد المقاعد |
| ------------- | ----------- |
| الموارنة      | 34 مقعد     |
| روم أرثوذكس   | 14 مقعد     |
| روم كاثوليك   | 8 مقاعد     |
| أرمن أرثوذكس  | 5 مقاعد     |
| أرمن كاثوليك  | مقعد واحد   |
| الإنجيليون    | مقعد واحد   |
| أقليات مسيحية | مقعد واحد   |

- للمسلمين 64 مقعد تقسم كالتالي

| الطائفة  | عدد المقاعد |
| -------- | ----------- |
| السنة    | 27 مقعد     |
| الشيعة   | 27 مقعد     |
| الدروز   | 8 مقاعد     |
| العلويين | مقعدان      |

## النظام الانتخابي

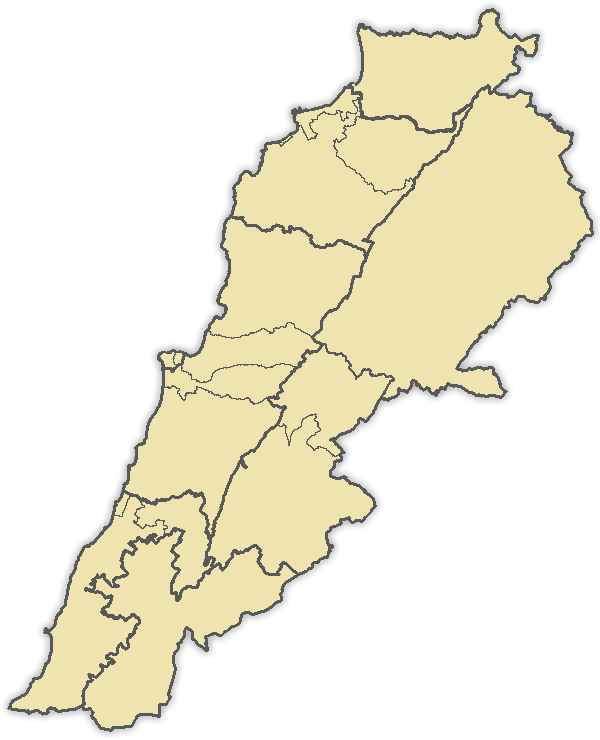
الدوائر الانتخابية بحسب قانون انتخابات مجلس النواب 2017

في يونيو 2017، صدر قانون جديد للانتخابات النيابية اللبنانية، يستبدل النظام الانتخابي السابق والذي جرى العمل به منذ تأسيس الجمهورية اللبنانية سنة 1920. ينص القانون الجديد للانتخابات على تقسيم لبنان إلى 15 دائرة انتخابية، ويقوم فيها الناخبين باختيار نوابهم بنظام التمثيل النسبي، إذ توزع المقاعد المخصصة لكل دائرة انتخابية على القوائم المرشحة حسب نسبة الأصوات لكل قائمة في الانتخابات.</ref name=AJ>
| الدوائر الانتخابية بحسب قانون انتخابات 2017      | الناخبون المسجلون | عدد المقاعد | سني | شيعي | درزي | علوي | ماروني | روم أرثودكس | روم كاثوليك | أرمن أرثوذكس | أرمن كاثوليك | انجيلي | أقليات |
| ------------------------------------------------ | ----------------- | ----------- | --- | ---- | ---- | ---- | ------ | ----------- | ----------- | ------------ | ------------ | ------ | ------ |
| بيروت الأولى                                     | 134,355           | 8           |     |      |      |      | 1      | 1           | 1           | 3            | 1            |        | 1      |
| بيروت الثانية                                    | 353,164           | 11          | 6   | 2    | 1    |      |        | 1           |             |              |              | 1      |        |
| البقاع الأولى (زحلة)                             | 174,944           | 7           | 1   | 1    |      |      | 1      | 1           | 2           | 1            |              |        |        |
| البقاع الثانية (البقاع الغربي-راشيا)             | 143,653           | 6           | 2   | 1    | 1    |      | 1      | 1           |             |              |              |        |        |
| البقاع الثالثة (بعلبك-الهرمل)                    | 345,404           | 10          | 2   | 6    |      |      | 1      |             | 1           |              |              |        |        |
| جبل لبنان الأولى (جبيل-كسروان)                   | 176,818           | 8           |     | 1    |      |      | 7      |             |             |              |              |        |        |
| جبل لبنان الثانية (المتن)                        | 179,789           | 8           |     |      |      |      | 4      | 2           | 1           | 1            |              |        |        |
| جبل لبنان الثالثة (بعبدا)                        | 166,157           | 6           |     | 2    | 1    |      | 3      |             |             |              |              |        |        |
| جبل لبنان الرابعة (عاليه-الشوف)                  | 329,595           | 13          | 2   |      | 4    |      | 5      | 1           | 1           |              |              |        |        |
| الشمال الأولى (عكار)                             | 174,944           | 7           | 3   |      |      | 1    | 1      | 2           |             |              |              |        |        |
| الشمال الثانية (طرابلس-المنية-الضنية)            | 350,147           | 11          | 8   |      |      | 1    | 1      | 1           |             |              |              |        |        |
| الشمال الثالثة (بشرى-زغرتا-البترون-الكورة)       | 249,454           | 10          |     |      |      |      | 7      | 3           |             |              |              |        |        |
| الجنوب الأولى (صيدا-جزين)                        | 122,382           | 5           | 2   |      |      |      | 2      |             | 1           |              |              |        |        |
| الجنوب الثانية (الزهراني-صور)                    | 304,217           | 7           |     | 6    |      |      |        |             | 1           |              |              |        |        |
| الجنوب الثالثة (مرجعيون-النبطية-حاصبيا-بنت جبيل) | 460,491           | 11          | 1   | 8    | 1    |      |        | 1           |             |              |              |        |        |
| المصدر: Daily Star, Daily Star                   |                   |             |     |      |      |      |        |             |             |              |              |        |        |

## الدوائر الانتخابية وتقسيم المقاعد (القانون القديم)
القانون الانتخابي القديم:
قسم القانون الانتخابي السابق لبنان إلى 26 دائرة انتخابية على أساس القضاء، مع وجود جمع بين بعض الأقضية وتقسيم العاصمة بيروت إلى ثلاثة دوائر.
- دائرة بيروت الأولى: لها 5 مقاعد

| الطائفة      | المقاعد المخصصة لها |
| ------------ | ------------------- |
| الموارنة     | مقعد                |
| روم أرثوذكس  | مقعد                |
| روم كاثوليك  | مقعد                |
| أرمن أرثوذكس | مقعد                |
| أرمن كاثوليك | مقعد                |

- دائرة بيروت الثانية: لها 4 مقاعد

| الطائفة      | المقاعد المخصصة لها |
| ------------ | ------------------- |
| أرمن أرثوذكس | مقعدان              |
| الشيعة       | مقعد                |
| السنة        | مقعد                |

- دائرة بيروت الثالثة: لها 10 مقاعد

| الطائفة       | المقاعد المخصصة لها |
| ------------- | ------------------- |
| السنة         | 5 مقاعد             |
| الشيعة        | مقعد                |
| الدروز        | مقعد                |
| روم أرثوذكس   | مقعد                |
| الإنجيليون    | مقعد                |
| أقليات مسيحية | مقعد                |

- دائرة المتن الشمالي: لها 8 مقاعد

| الطائفة      | المقاعد المخصصة لها |
| ------------ | ------------------- |
| الموارنة     | 4 مقاعد             |
| روم أرثوذكس  | مقعدان              |
| روم كاثوليك  | مقعد                |
| أرمن أرثوذكس | مقعد                |

- دائرة جبيل: لها 3 مقاعد

| الطائفة  | المقاعد المخصصة لها |
| -------- | ------------------- |
| الموارنة | مقعدان              |
| الشيعة   | مقعد                |

- دائرة كسروان: لها 5 مقاعد

| الطائفة  | المقاعد المخصصة لها |
| -------- | ------------------- |
| الموارنة | 5 مقاعد             |

- دائرة الشوف: لها 8 مقاعد

| الطائفة     | المقاعد المخصصة لها |
| ----------- | ------------------- |
| الموارنة    | 3 مقاعد             |
| الدروز      | مقعدان              |
| السنة       | مقعدان              |
| روم كاثوليك | مقعد                |

- دائرة عاليه: لها 5 مقاعد

| الطائفة     | المقاعد المخصصة لها |
| ----------- | ------------------- |
| الدروز      | مقعدان              |
| الموارنة    | مقعدان              |
| روم أرثوذكس | مقعد                |

- دائرة بعبدا: لها 6 مقاعد

| الطائفة  | المقاعد المخصصة لها |
| -------- | ------------------- |
| الموارنة | 3 مقاعد             |
| الشيعة   | مقعدان              |
| الدروز   | مقعد                |

- دائرة بعلبك - الهرمل: لها 10 مقاعد

| الطائفة     | المقاعد المخصصة لها |
| ----------- | ------------------- |
| الشيعة      | 6 مقاعد             |
| السنة       | مقعدان              |
| الموارنة    | مقعد                |
| روم كاثوليك | مقعد                |

- دائرة البقاع الغربي - راشيا: لها 6 مقاعد

| الطائفة     | المقاعد المخصصة لها |
| ----------- | ------------------- |
| السنة       | مقعدان              |
| الموارنة    | مقعد                |
| روم أرثوذكس | مقعد                |
| الشيعة      | مقعد                |
| الدروز      | مقعد                |

- دائرة زحلة: لها 7 مقاعد

| الطائفة      | المقاعد المخصصة لها |
| ------------ | ------------------- |
| روم كاثوليك  | مقعدان              |
| الموارنة     | مقعد                |
| الشيعة       | مقعد                |
| السنة        | مقعد                |
| روم أرثوذكس  | مقعد                |
| أرمن أرثوذكس | مقعد                |

- دائرة زغرتا - الزاوية: لها 3 مقاعد

| الطائفة  | المقاعد المخصصة لها |
| -------- | ------------------- |
| الموارنة | 3 مقاعد             |

- دائرة بشري: لها مقعدان

| الطائفة  | المقاعد المخصصة لها |
| -------- | ------------------- |
| الموارنة | مقعدان              |

- دائرة الكورة: لها 3 مقاعد

| الطائفة     | المقاعد المخصصة لها |
| ----------- | ------------------- |
| روم أرثوذكس | 3 مقاعد             |

- دائرة عكار: لها 7 مقاعد

| الطائفة     | المقاعد المخصصة لها |
| ----------- | ------------------- |
| السنة       | 3 مقاعد             |
| روم أرثوذكس | مقعدان              |
| الموارنة    | مقعد                |
| العلويين    | مقعد                |

- دائرة البترون: لها مقعدان

| الطائفة  | المقاعد المخصصة لها |
| -------- | ------------------- |
| الموارنة | مقعدان              |

- دائرة المنية - الضنية: لها 3 مقاعد

| الطائفة | المقاعد المخصصة لها |
| ------- | ------------------- |
| السنة   | 3 مقاعد             |

- دائرة طرابلس: لها 8 مقاعد

| الطائفة     | المقاعد المخصصة لها |
| ----------- | ------------------- |
| السنة       | 5 مقاعد             |
| الموارنة    | مقعد                |
| روم أرثوذكس | مقعد                |
| العلويين    | مقعد                |

- دائرة جزين: لها 3 مقاعد

| الطائفة     | المقاعد المخصصة لها |
| ----------- | ------------------- |
| الموارنة    | مقعدان              |
| روم كاثوليك | مقعد                |

- دائرة حاصبيا - مرجعيون: لها 5 مقاعد

| الطائفة     | المقاعد المخصصة لها |
| ----------- | ------------------- |
| الشيعة      | مقعدان              |
| روم أرثوذكس | مقعد                |
| السنة       | مقعد                |
| الدروز      | مقعد                |

- دائرة صيدا: لها مقعدان

| الطائفة | المقاعد المخصصة لها |
| ------- | ------------------- |
| السنة   | مقعدان              |

- دائرة بنت جبيل: لها 3 مقاعد

| الطائفة | المقاعد المخصصة لها |
| ------- | ------------------- |
| الشيعة  | 3 مقاعد             |

- دائرة صور: لها 4 مقاعد

| الطائفة | المقاعد المخصصة لها |
| ------- | ------------------- |
| الشيعة  | 4 مقاعد             |

- دائرة النبطية: لها 3 مقاعد

| الطائفة | المقاعد المخصصة لها |
| ------- | ------------------- |
| الشيعة  | 3 مقاعد             |

- دائرة الزهراني: لها 3 مقاعد

| الطائفة     | المقاعد المخصصة لها |
| ----------- | ------------------- |
| الشيعة      | مقعدان              |
| روم كاثوليك | مقعد                |

## الدوائر الانتخابية و تقسيم المقاعد حسب القانون الجديد الصادر عام 2017
قسم القانون الانتخابي الجديد لبنان إلى 15 دائرة انتخابية وتقسيم العاصمة بيروت إلى دائرتين بدل ثلاثة دوائر.
| الدوائر الانتخابية بحسب قانون انتخابات 2017      | الناخبون المسجلون | عدد المقاعد | سني | شيعي | درزي | علوي | ماروني | روم أرثوذكس | روم كاثوليك | أرمن أرثوذكس | أرمن كاثوليك | إنجيليون | أقليات |
| ------------------------------------------------ | ----------------- | ----------- | --- | ---- | ---- | ---- | ------ | ----------- | ----------- | ------------ | ------------ | -------- | ------ |
| بيروت الأولى                                     | 134,355           | 8           |     |      |      |      | 1      | 1           | 1           | 3            | 1            |          | 1      |
| بيروت الثانية                                    | 353,164           | 11          | 6   | 2    | 1    |      |        | 1           |             |              |              | 1        |        |
| البقاع الأولى (زحلة)                             | 174,944           | 7           | 1   | 1    |      |      | 1      | 1           | 2           | 1            |              |          |        |
| البقاع الثانية (البقاع الغربي-راشيا)             | 143,653           | 6           | 2   | 1    | 1    |      | 1      | 1           |             |              |              |          |        |
| البقاع الثالثة (بعلبك-الهرمل)                    | 345,404           | 10          | 2   | 6    |      |      | 1      |             | 1           |              |              |          |        |
| جبل لبنان الأولى (جبيل-كسروان)                   | 176,818           | 8           |     | 1    |      |      | 7      |             |             |              |              |          |        |
| جبل لبنان الثانية (المتن)                        | 179,789           | 8           |     |      |      |      | 4      | 2           | 1           | 1            |              |          |        |
| جبل لبنان الثالثة (بعبدا)                        | 166,157           | 6           |     | 2    | 1    |      | 3      |             |             |              |              |          |        |
| جبل لبنان الرابعة (عاليه-الشوف)                  | 329,595           | 13          | 2   |      | 4    |      | 5      | 1           | 1           |              |              |          |        |
| الشمال الأولى (عكار)                             | 174,944           | 7           | 3   |      |      | 1    | 1      | 2           |             |              |              |          |        |
| الشمال الثانية (طرابلس-المنية-الضنية)            | 350,147           | 11          | 8   |      |      | 1    | 1      | 1           |             |              |              |          |        |
| الشمال الثالثة (بشرى-زغرتا-البترون-الكورة)       | 249,454           | 10          |     |      |      |      | 7      | 3           |             |              |              |          |        |
| الجنوب الأولى (صيدا-جزين)                        | 122,382           | 5           | 2   |      |      |      | 2      |             | 1           |              |              |          |        |
| الجنوب الثانية (الزهراني-صور)                    | 304,217           | 7           |     | 6    |      |      |        |             | 1           |              |              |          |        |
| الجنوب الثالثة (مرجعيون-النبطية-حاصبيا-بنت جبيل) | 460,491           | 11          | 1   | 8    | 1    |      |        | 1           |             |              |              |          |        |